# 圣普列斯特
圣普列斯特（法語：Saint-Priest，法語發音：[sɛ̃ pʁijɛst] ⓘ），法国东南部城市，奥弗涅-罗讷-阿尔卑斯大区的一个市镇，原属于罗讷省，自2015年起成为里昂大都会的一部分，隶属于里昂区，其市镇面积为29.71平方公里，2022年1月1日时人口数量为49,193人，在法国城市中排名第142位。
圣普列斯特位于里昂大都会东南部，距离里昂市政厅大约15公里，是里昂附近的一个近郊卫星城，境内建有大型商业中心及集中式居民社区，通过有轨电车2号线连接里昂市区。

## 地名来源
“圣普列斯特”一名来源于公元七世纪时的天主教圣人克莱蒙的普列斯特，其拉丁语写作“Sancto Prejecto”。公元1192年时，一处纪念普列斯特的教堂首次被提及。法国大革命期间，因“圣普列斯特”一名带有宗教色彩，当地官方名称一度被共和派更名为“Beau-Priest”及“Zélé-Patriote”，后得以恢复。
截至2022年7月，法国境内共有24个包含“Saint-Priest”的市镇。
因翻译标准不同，“Saint-Priest”在部分中文资料中又被译为圣普里埃斯特。

## 历史

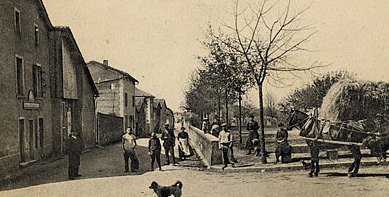
20世纪初的圣普列斯特

根据当地官方网站的论述，圣普列斯特所在区域在距今约3.5至4.5千年的新石器时期中期就已出现人类活动，而当地一处考古现场曾出土距今约五千年的器皿。古典时期，一条罗马道路由此通过。中世纪时，圣普列斯特长期为一处普通农业村落。13世纪时，圣普列斯特所处的萨伏依维埃纳长期为萨伏依和多菲内的争夺对象。1310年，圣普列斯特所在的里昂东部罗讷河区域被萨伏依购买；1325年，萨瓦伯爵爱德华将圣普列斯特转让给了领主居伊·里夏尔（Guy Richard）。此后，里夏尔家族成为圣普列斯特的领主，其成员在此修建了城堡作为家族宅邸。1355年，根据《巴黎条约》，圣普列斯特所处的萨伏依维埃纳地区被法兰西王国继承，成为多菲内行省的一部分。1645年，圣普列斯特被里昂商人雅克·吉尼亚尔（Jacques Guignard）购得。法国大革命后，圣普列斯特成为伊泽尔省的一个市镇，隶属于维埃纳区。1855年，途径圣普列斯特的里昂－布尔关雅略铁路建成通车。普法战争后，为加强区域军事保护，圣普列斯特境内建成了一处军事城塞。20世纪初，得益于里昂的城市扩张，圣普列斯特境内出现了多处工业部门，当地人口数量快速增加，并形成了工人社区。法国汽车工业家马里于斯·贝利耶曾在圣普列斯特创建汽车配件材料工厂。二战后，圣普列斯特被规划为里昂的卫星城，当地出现了多处集中式居民区。1967年，圣普列斯特从伊泽尔省划至罗讷省。1981年，圣普列斯特北侧的阿尔卑斯门商业中心建成开业。2003年，连接圣普列斯特和里昂老城的有轨电车2号线连接通车。2011年3月，一名男子在圣普列斯特被刺身亡。2015年，圣普列斯特成为里昂大都会的一部分。

## 地理

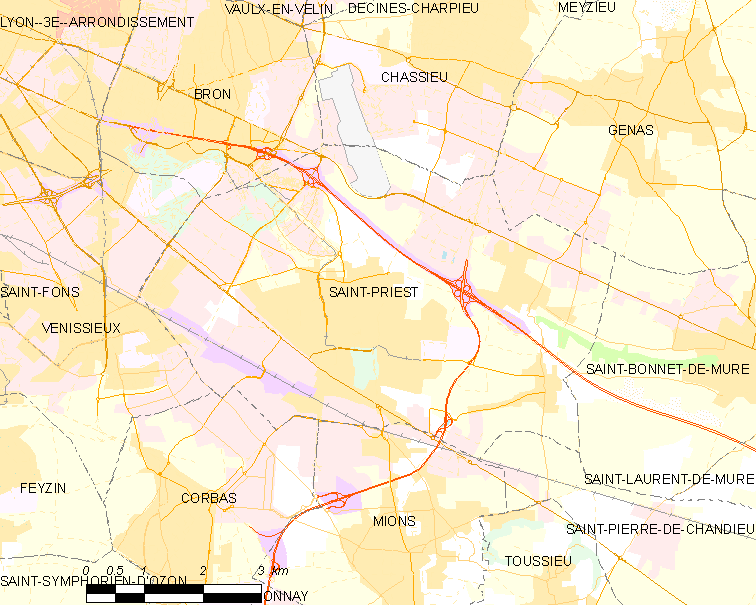
圣普列斯特市镇范围地图

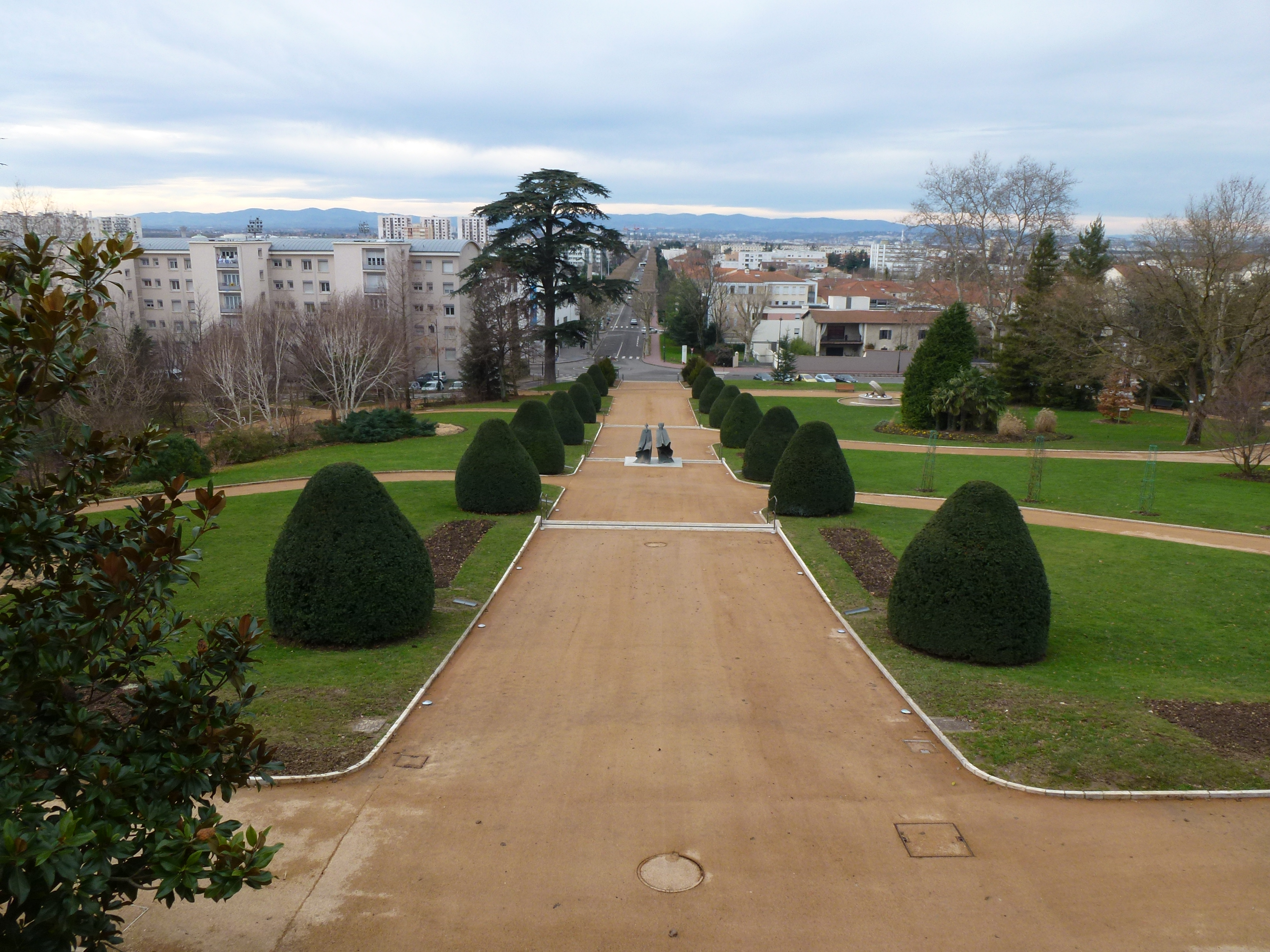
从城堡眺望圣普列斯特市区

圣普列斯特位于法国东南部，奥弗涅-罗讷-阿尔卑斯大区中部和里昂大都会东南部，距离省会里昂大约15公里。与圣普列斯特接壤的市镇包括：沙雪、布龙、韋尼雪、科尔巴、热纳斯、米永斯、圣博内德米尔、圣皮埃尔德尚迪约。

### 地形
圣普列斯特位于罗讷河左岸冲积平原腹地，境内以平原为主，市镇中心地势较为平坦，东部部分街区略有起伏，全境海拔在189到263米之间。

### 水文
圣普列斯特位于罗讷河流域范围内，其境内无天然大型地表径流。

### 植被
圣普列斯特属于温带阔叶混交林区，市区内的主要绿地公园包括城堡公园（Parc du Château）、贝莱尔公园（Parc Bel-Air）等，均常年免费向公众开放。林地则多分布于市区东部的城塞街区。
在鲜花城市的评比中，圣普列斯特被评为3星级鲜花城市。

### 气候
圣普列斯特在柯本气候分类法中属于带有地中海特征的温带海洋性气候。
距离圣普列斯特最近的常年气象站位于布龙境内，以下为该气象站的数据：
| 布龙气象站1981年－2019年 | 布龙气象站1981年－2019年 | 布龙气象站1981年－2019年 | 布龙气象站1981年－2019年 | 布龙气象站1981年－2019年 | 布龙气象站1981年－2019年 | 布龙气象站1981年－2019年 | 布龙气象站1981年－2019年 | 布龙气象站1981年－2019年 | 布龙气象站1981年－2019年 | 布龙气象站1981年－2019年 | 布龙气象站1981年－2019年 | 布龙气象站1981年－2019年 | 布龙气象站1981年－2019年 |
| 月份                     | 1月                      | 2月                      | 3月                      | 4月                      | 5月                      | 6月                      | 7月                      | 8月                      | 9月                      | 10月                     | 11月                     | 12月                     | 全年                     |
| ------------------------ | ------------------------ | ------------------------ | ------------------------ | ------------------------ | ------------------------ | ------------------------ | ------------------------ | ------------------------ | ------------------------ | ------------------------ | ------------------------ | ------------------------ | ------------------------ |
| 历史最高温 °C（°F）      | 19.1 (66.4)              | 21.9 (71.4)              | 25.7 (78.3)              | 30.1 (86.2)              | 34.2 (93.6)              | 38.4 (101.1)             | 40.4 (104.7)             | 40.5 (104.9)             | 35.8 (96.4)              | 28.4 (83.1)              | 23 (73)                  | 20.2 (68.4)              | 40.5 (104.9)             |
| 平均高温 °C（°F）        | 6.4 (43.5)               | 8.4 (47.1)               | 13 (55)                  | 16.3 (61.3)              | 20.8 (69.4)              | 24.6 (76.3)              | 27.7 (81.9)              | 27.2 (81.0)              | 22.7 (72.9)              | 17.4 (63.3)              | 10.8 (51.4)              | 7.1 (44.8)               | 16.9 (62.4)              |
| 日均气温 °C（°F）        | 3.4 (38.1)               | 4.8 (40.6)               | 8.4 (47.1)               | 11.4 (52.5)              | 15.8 (60.4)              | 19.4 (66.9)              | 22.1 (71.8)              | 21.6 (70.9)              | 17.6 (63.7)              | 13.4 (56.1)              | 7.5 (45.5)               | 4.3 (39.7)               | 12.5 (54.5)              |
| 平均低温 °C（°F）        | 0.3 (32.5)               | 1.1 (34.0)               | 3.8 (38.8)               | 6.5 (43.7)               | 10.7 (51.3)              | 14.1 (57.4)              | 16.6 (61.9)              | 16 (61)                  | 12.5 (54.5)              | 9.3 (48.7)               | 4.3 (39.7)               | 1.6 (34.9)               | 8.1 (46.6)               |
| 历史最低温 °C（°F）      | −23 (−9)                 | −22.5 (−8.5)             | −10.5 (13.1)             | −4.4 (24.1)              | −3.8 (25.2)              | 2.3 (36.1)               | 6.1 (43.0)               | 4.6 (40.3)               | 0.2 (32.4)               | −4.5 (23.9)              | −9.4 (15.1)              | −24.6 (−12.3)            | −24.6 (−12.3)            |
| 平均降水量 mm（）        | 47.2 (1.86)              | 44.1 (1.74)              | 50.4 (1.98)              | 74.9 (2.95)              | 90.8 (3.57)              | 75.6 (2.98)              | 63.7 (2.51)              | 62 (2.4)                 | 87.5 (3.44)              | 98.6 (3.88)              | 81.9 (3.22)              | 55.2 (2.17)              | 831.9 (32.75)            |
| 月均日照時數             | 73.9                     | 101.2                    | 170.2                    | 190.5                    | 221.4                    | 254.3                    | 283                      | 252.7                    | 194.8                    | 129.6                    | 75.9                     | 54.5                     | 2,002                    |
| 来源：infoclimat.fr      |                          |                          |                          |                          |                          |                          |                          |                          |                          |                          |                          |                          |                          |

## 行政区划
圣普列斯特的市镇编号为69290，邮政编号为69800。
在行政管理方面，圣普列斯特隶属于法国奥弗涅-罗讷-阿尔卑斯大区里昂区，其所处的都会区亦有部分省级行政职能；在地方选举方面，圣普列斯特隶属于罗讷省选区，其市镇范围被划分为两部分，分属于罗讷省第十三选区和罗讷省第十四选区；在社会管理方面，圣普列斯特是里昂大都会的组成部分。
圣普列斯特市镇被划为八个街区，实行街区自治制度。
法国国家统计与经济研究所（简称）在进行数据统计时，将圣普列斯特及相邻的另外127个市镇设为里昂城市核心区（2020年改为124个），并将包括核心区在内的周边共499个市镇划为里昂城市区。自2020年起，里昂城市区被包含398个市镇的里昂城市辐射区代替。此外，还将圣普列斯特市镇分为了20个“块区”（IRIS），以便于统计人口分布情况。

## 交通

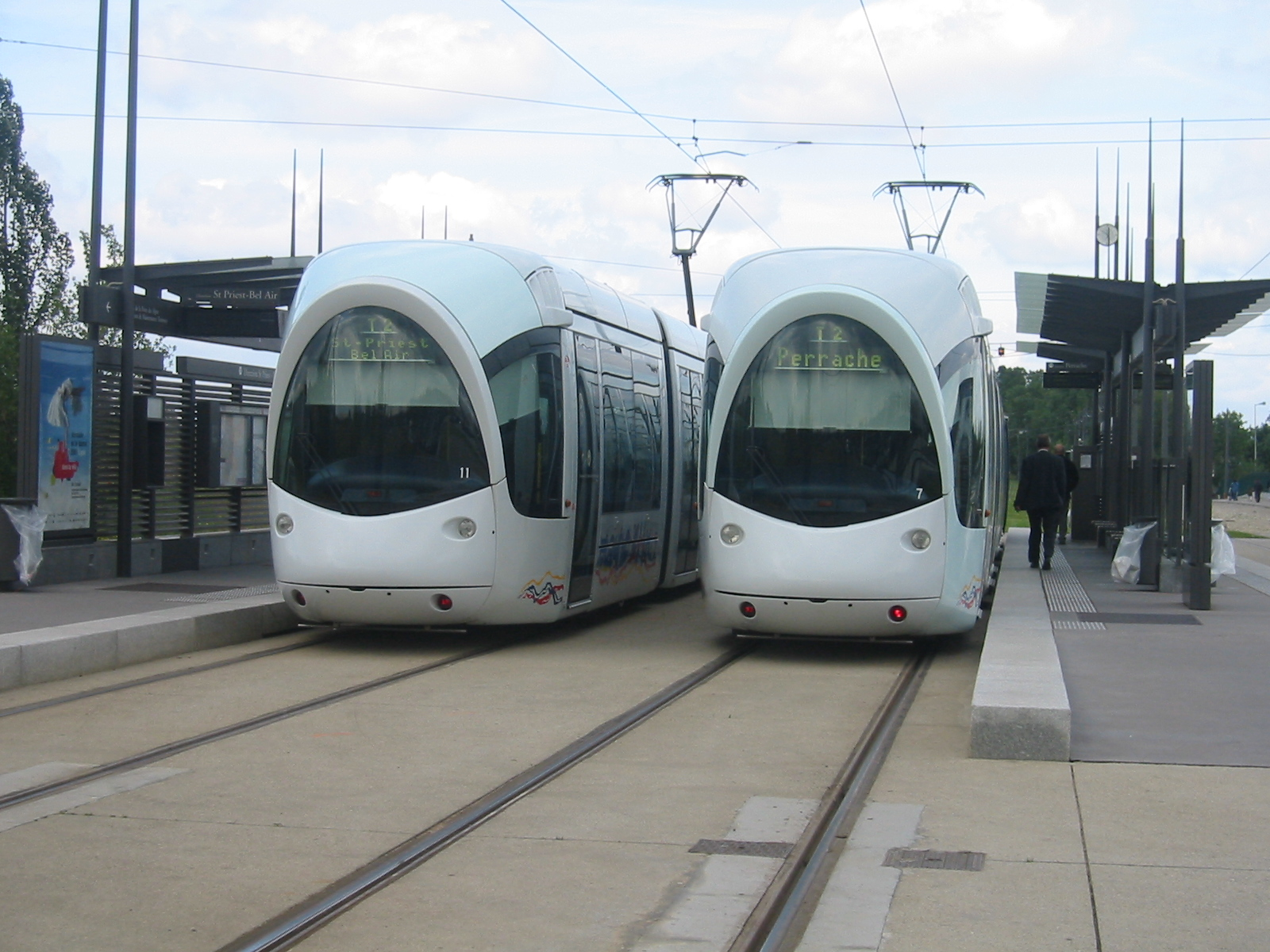
位于圣普列斯特境内的“阿尔卑斯门”有轨电车站

### 公路
A43高速公路和A46高速公路在圣普列斯特境内十字交汇，另有多条省道经过圣普列斯特境内。伊泽尔省城际巴士T36线经停圣普列斯特，可前往圣让德布尔奈。
| 4 | 4 |

| 12 | 3 |

| 里昂 帕尔迪厄 | 11 |

| 里昂 帕里伊 | 5 |

| 格勒诺布尔 | 98 |

| 维埃纳 | 27 |

| 韦尼雪 | 5 |

| 布龙 | 7 |

2018年，77.4%的圣普列斯特家庭拥有至少一辆私人汽车。2019年，圣普列斯特境内共发生各类交通事故80起，造成1人遇难，137人受伤。

### 铁路
圣普列斯特位于里昂－马赛铁路上。圣普列斯特站位于市区南部，停靠往返于里昂和圣安德烈勒加兹一线的区域列车。

### 航空
距离圣普列斯特最近的民用航空站为里昂圣埃克絮佩里机场，距离圣普列斯特市中心的公路里程约16公里。

### 城市公共交通
圣普列斯特是里昂城市公共交通（商业名称为）的服务范围，后者是里昂大都会的城市公共交通系统。截至2022年8月，该系统共包括数百条各类公共交通线路，其中里昂有轨电车T2线，大容量公交C25线，公交30路、50路、50路E线、62路、76路，工业区专线1路和8路经过了圣普列斯特市区。

## 政治

### 市政内阁

圣普列斯特市政内阁党派组成

圣普列斯特的现任市长为吉勒·加斯孔先生（Gilles GASCON），他是共和党的一名成员，在2020年的市政选举中获得了64.38%的支持率。
| 圣普列斯特历届市长 | 圣普列斯特历届市长            | 圣普列斯特历届市长                |
| 任期               | 市长                          | 党派                              |
| ------------------ | ----------------------------- | --------------------------------- |
| 1945年－1946年     | Ulysse COEUR 于利斯·科尔      | DVG左翼无党派人士                 |
| 1946年－1949年     | Étienne VOURLAT 艾蒂安·武尔拉 | DVG左翼无党派人士                 |
| 1949年－1972年     | Charles OTTINA 夏尔·奥迪那    | PR法国共和人党 →DVG左翼无党派人士 |
| 1972年－1977年     | Marius JOLY 马里于斯·若利     | DVG左翼无党派人士                 |
| 1977年－1983年     | Louis GIREAU 路易·吉罗        | PS社会党                          |
| 1983年－2003年     | Bruno POLGA 布吕诺·波尔加     | PS社会党                          |
| 2003年－2014年     | Martine DAVID 马尔蒂娜·达维德 | PS社会党                          |
| 2014年－           | Gilles GASCON 吉勒·加斯孔     | UMP人民运动联盟 →LR共和黨         |

### 各级选举

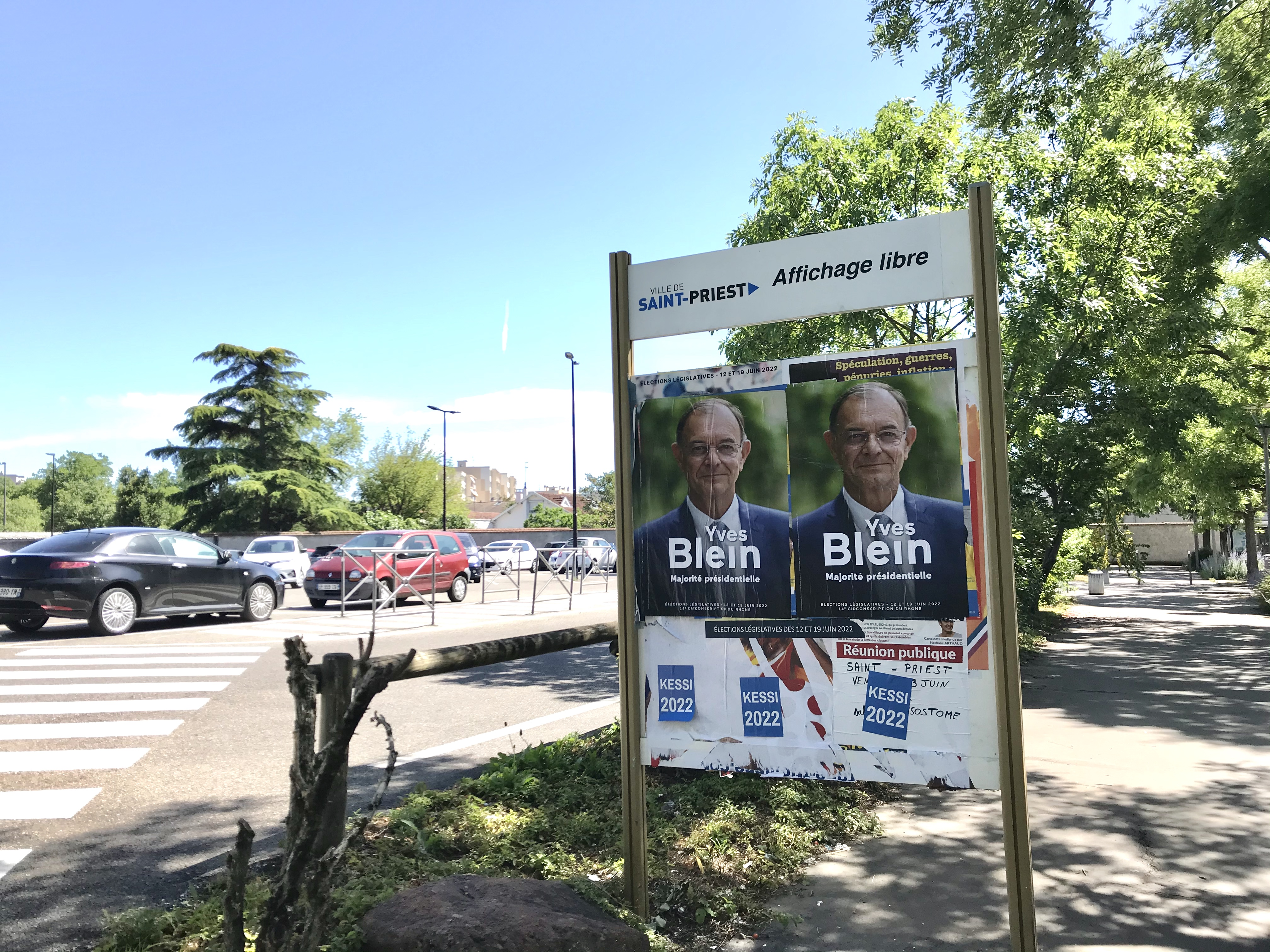
圣普列斯特街头的政党宣传栏

| 圣普列斯特历届投票选举结果 | 圣普列斯特历届投票选举结果 | 圣普列斯特历届投票选举结果 | 圣普列斯特历届投票选举结果 | 圣普列斯特历届投票选举结果 | 圣普列斯特历届投票选举结果 | 圣普列斯特历届投票选举结果 | 圣普列斯特历届投票选举结果 | 圣普列斯特历届投票选举结果 | 圣普列斯特历届投票选举结果 |
| 选举项目                   | 选举范围                   | 选区单位                   | 选区单位内的选举结果       | 选区单位内的选举结果       | 选区单位内的选举结果       | 选区单位内的选举结果       | 选区单位内的选举结果       | 选区单位内的选举结果       | 参考资料                   |
| 选举项目                   | 选举范围                   | 选区单位                   | 第一轮胜出者               | 第一轮胜出者               | 支持率                     | 第二轮胜出者               | 第二轮胜出者               | 支持率                     | 参考资料                   |
| -------------------------- | -------------------------- | -------------------------- | -------------------------- | -------------------------- | -------------------------- | -------------------------- | -------------------------- | -------------------------- | -------------------------- |
| 2017年法國總統選舉         | 法國                       | 市镇                       |                            | 让-吕克·梅朗雄             | 24.53%                     |                            | 埃马纽埃尔·马克龙          | 65.34%                     | [ 32 ]                     |
| 2017年法国立法选举         | 罗讷省第十三选区           | 市镇（部分）               |                            | 达妮埃勒·卡扎里安          | 36.71%                     |                            | 达妮埃勒·卡扎里安          | 54.69%                     | [ 32 ]                     |
| 2017年法国立法选举         | 罗讷省第十四选区           | 市镇（部分）               |                            | 伊夫·布兰                  | 37.01%                     |                            | 伊夫·布兰                  | 64.03%                     | [ 32 ]                     |
| 2019年欧洲议会选举         | 法國                       | 市镇                       |                            | 若尔当·巴尔代拉            | 25.23%                     | （不适用）                 | （不适用）                 | （不适用）                 | [ 34 ]                     |
| 2020年里昂大都会市政选举   | 里昂大都会                 | I选区                      |                            | 吉勒·加斯孔                | 29.2%                      |                            | 吉勒·加斯孔                | 46.36%                     | [ 35 ]                     |
| 2020年里昂大都会市政选举   | 里昂大都会                 | 市镇                       |                            | 吉勒·加斯孔                | 41.42%                     |                            | 吉勒·加斯孔                | 57.48%                     | [ 35 ]                     |
| 2021年法国大区选举         |                            | 市镇                       |                            | 洛朗·沃基耶                | 40.83%                     |                            | 洛朗·沃基耶                | 52.81%                     | [ 36 ]                     |
| 2022年法国总统选举         | 法國                       | 市镇                       |                            | 让-吕克·梅朗雄             | 32.97%                     |                            | 埃马纽埃尔·马克龙          | 61.66%                     | [ 32 ]                     |
| 2022年法国立法选举         | 罗讷省第十三选区           | 市镇（部分）               |                            | 吉勒·加斯孔                | 33.3%                      |                            | 萨拉·坦齐利                | 63.3%                      | [ 32 ]                     |
| 2022年法国立法选举         | 罗讷省第十四选区           | 市镇（部分）               |                            | 伊迪尔·布梅尔蒂特          | 33.91%                     |                            | 伊迪尔·布梅尔蒂特          | 54.55%                     | [ 32 ]                     |

## 人口
2019年，圣普列斯特市镇人口数量为46,927，在法国排名第142位。其中男性22,874人，女性24,053人，75岁及以上人口占7.7%，外籍人口数量为5,637人，人口密度为1,580人/平方公里，当地居民被称为（男性）或（女性）。2020年，圣普列斯特境内出生767人，死亡人口364人。
| 圣普列斯特1901年－2019年人口变化情况 |
|                                      |
| 数据来源：Cassini、INSEE             |

## 经济

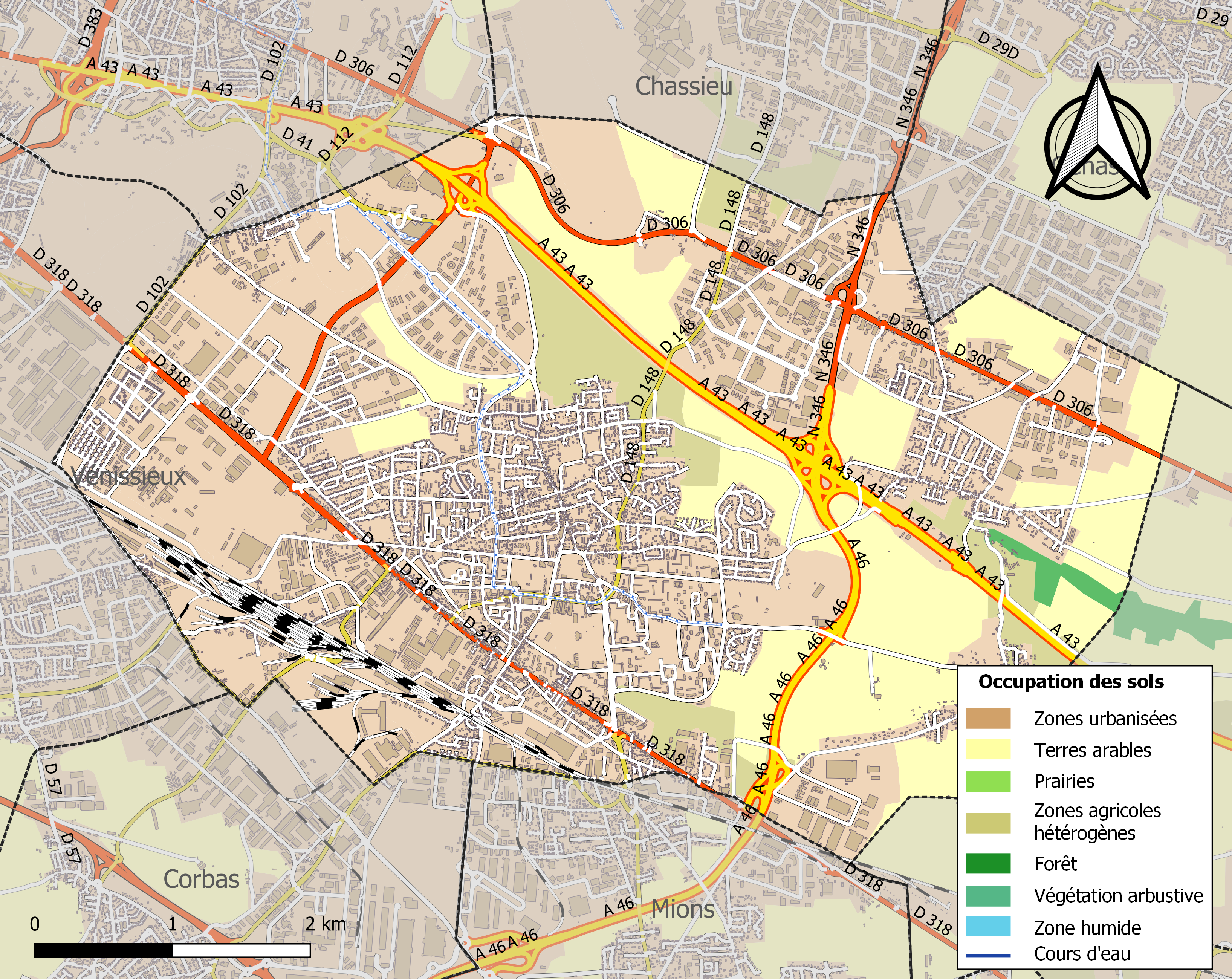
圣普列斯特土地利用情况地图

圣普列斯特是一个里昂东南部的一个卫星城，也是一座区域性的中心城市。截止2022年8月，圣普列斯特市镇范围内共有各类用人单位（包含自雇）7,359家，平均历史为12年，其中94.21%为中小型企业（PME），2022年6月至8月间，当地的经济活力指数为1.22%。雷诺重卡（汽车制造）、江森自控-日立制作所（航空设备）及（制药）是当地2021年营业额最高的三个企业，分别为4,645,000,000欧元、342,110,167欧元和178,732,295欧元。

## 财政与居民收入
2020年，圣普列斯特的财政收入总额为67,885,800欧元，财政支出总额为60,411,500欧元，当年的债务总额为17,504,900欧元。2021年，圣普列斯特市镇共获得2,646,080欧元的国家财政补助，比上一年减少了7.45%。
2019年，圣普列斯特的人均月收入总额为2,245欧元，其中高级职员为3,663欧元，低于法国平均水平（4,230欧元）；中级职员为2,420欧元，高于法国平均水平（2,411欧元）；普通职员为1,792欧元，高于法国平均水平（1,740欧元）。
2018年，圣普列斯特境内的青壮年（15至64岁）失业率为13.4%，当地48.0%的家庭拥有纳税资格，平均纳税2,559欧元，低于法国平均水平（3,910欧元）。

## 社会事务

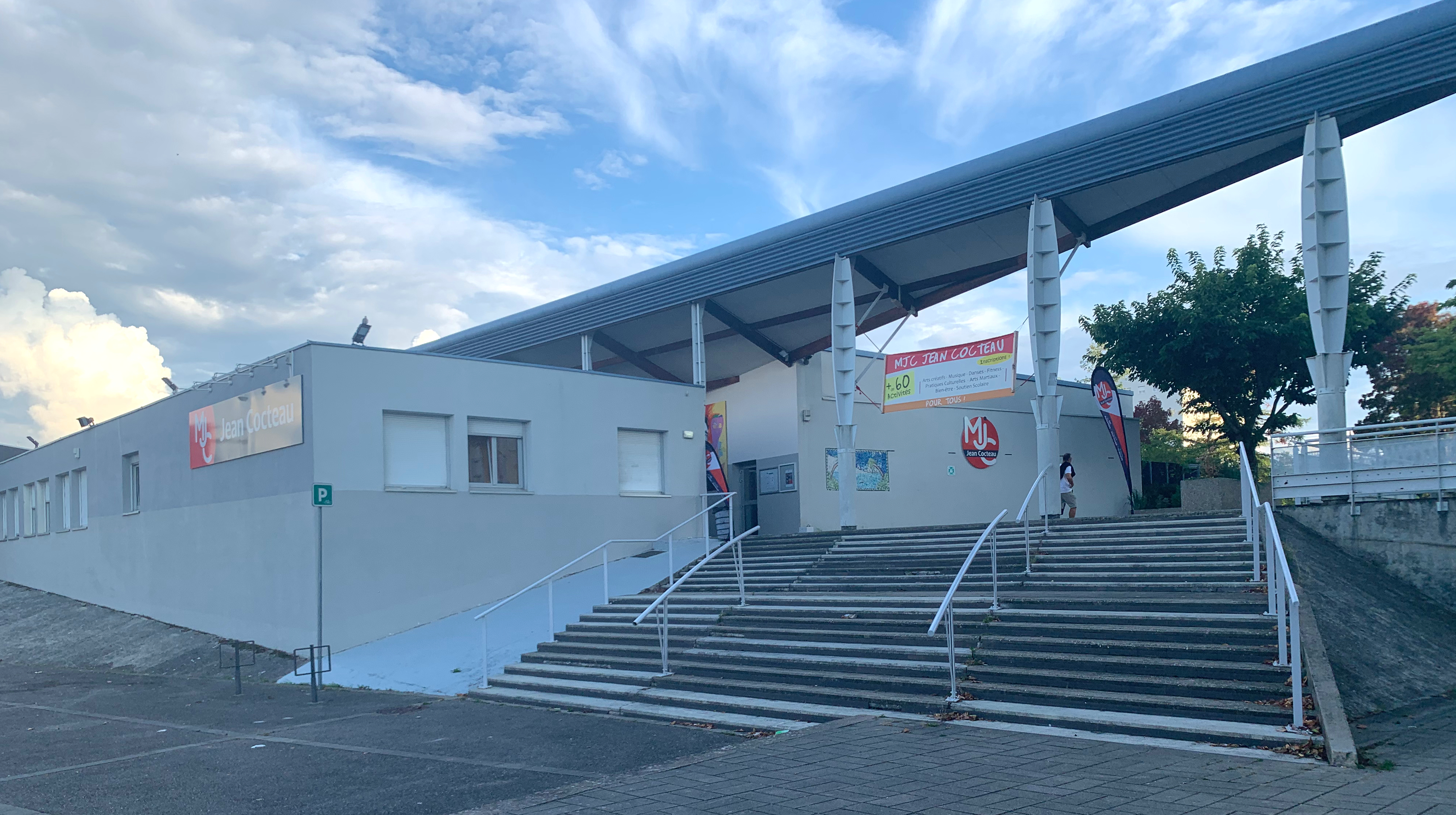
圣普列斯特青少年文化中心

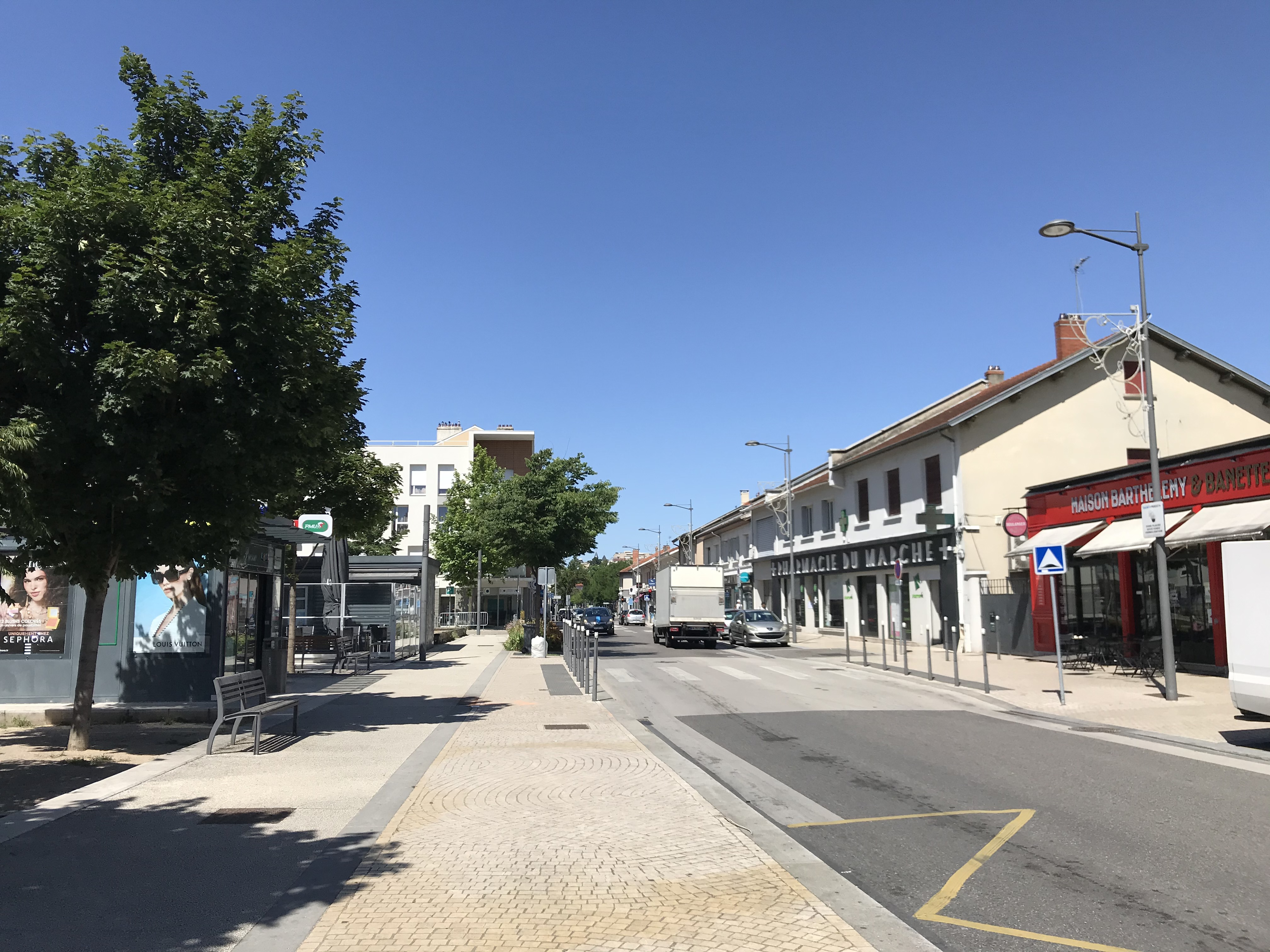
圣普列斯特市中心的亨利元帅街

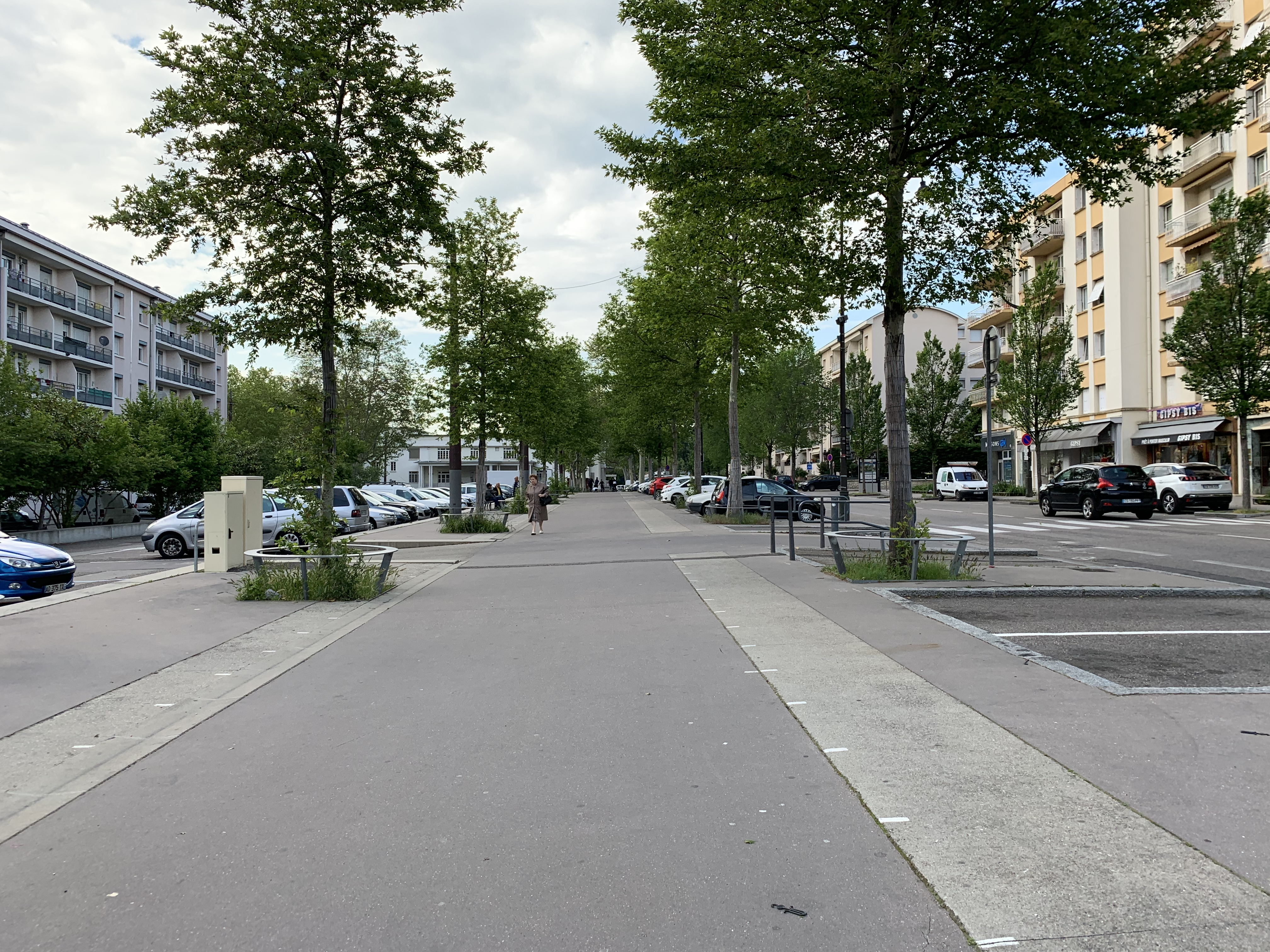
圣普列斯特费尔南·比松广场

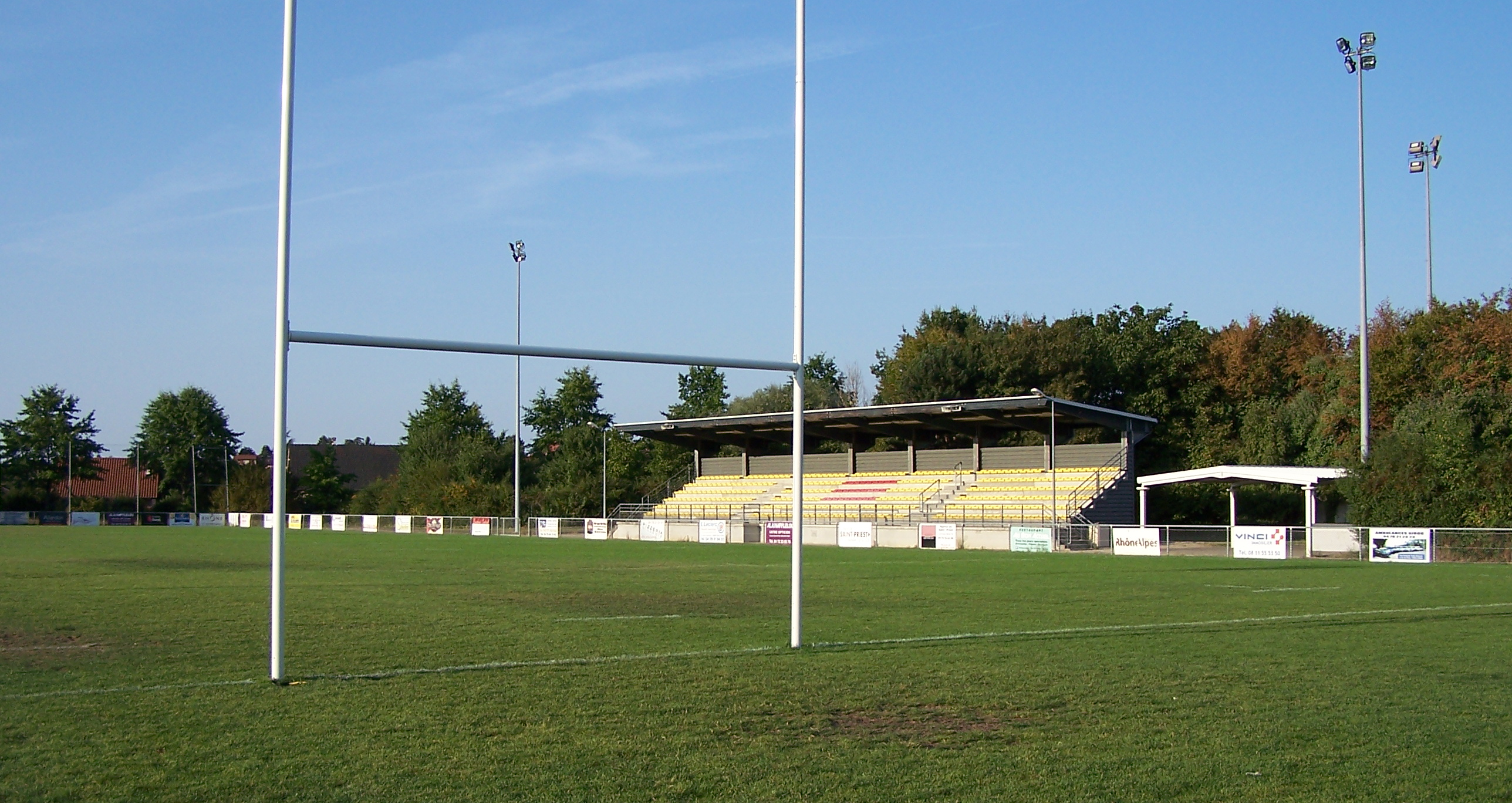
圣普列斯特的一处橄榄球场

### 教育
圣普列斯特属于里昂学区。截止2020年1月1日，圣普列斯特境内共有5所幼儿园、18所小学、4所初级中学、1所普通高中和1所职业高中。2018至2019学年度，圣普列斯特境内共有在校中等教育阶段学生3,113名。
在高等教育方面，里昂第二大学的阿尔卑斯门校区（campus Porte des Alpes，简称PDA）位于圣普列斯特市镇范围内，其下属的五个科系和三个二级学院在此教学。

### 医疗
截止2020年1月1日，圣普列斯特境内共有全科医生48名、保健师41名、牙医38名、护士89名、耳科医生3名、眼科医生4名、助产士6名和儿科医生3名。境内共有药房15家、养老院4家、残疾人帮扶中心3家。
圣普列斯特是里昂人民慈善会的管辖范围，后者是法国的一个区域性医疗机构，其下属的东部医疗集团（Groupement Hospitalier Est）主病区位于布龙，距离圣普列斯特镇中心的正常车程约15分钟，该院设有床位1,215个，是当地规模最大的公立综合性医院。
除此之外，东部里昂私立医院（Hôpital privé de l'Est Lyonnais）位于圣普列斯特。

### 住房
2018年，圣普列斯特境内共有各类住房20,693套，其中26.1%为独立式居民区，72.6%为集中式居民区。常住房屋占圣普列斯特市镇范围内居民建筑总量的91.8%。
在住房保障政策方面，2020年，圣普列斯特境内共有5,078户家庭获得了住房经济补助，受益人数占总人口数量的10.9%，其中4,777份为房租补助。

### 商业
2019年，圣普列斯特境内共有各类实体商铺1,292家，其中餐厅163家、大型超市14家、杂货店14家、面包房29家、肉铺13家、书店4家、装饰品店6家、银行门店17家、美容美发店52家、汽车维修店110家。市区北部建有“阿尔卑斯门”大型开放式商业街区，镇中心则建有两家家乐福便民超市。

### 体育
2020年，圣普列斯特境内共有3家游泳池、8间体育馆、17处网球场、1处马术场、7处足球或橄榄球场以及2处篮球或排球场。
截至2022年7月，圣普列斯特境内共有六家注册足球俱乐部。圣普列斯特体育联盟（编号504692）是当地的代表性足球队，成立于1945年，其主队2022至2023赛季参加法国全国乙组联赛（法国第四级别），其主场为雅克·若利球场（Stade Jacques-Joly）。

### 环境
圣普列斯特的环境事务由其所属的里昂大都会联合各级政府协调负责。2019年，圣普列斯特境内共有11家污染企业。

### 治安
2019年，圣普列斯特市镇范围内有1处派出所。
圣普列斯特及其附近的共18个市镇是里昂警区（zone police de Lyon）的管辖范围。2020年，该警区累计记录各类案件85,351起，其中盗窃类案件52,159起，经济类案件9,497起，毒品交易类案件3,362起。

## 文化
2020年，圣普列斯特境内共有1家剧场、1家电影院和1家音乐厅。圣普列斯特市政府提供弗朗索瓦·密特朗多媒体中心（Médiathèque François Mitterrand），每周二、三、五、六向公众开放。

### 建筑
圣普列斯特境内有多处历史建筑，其中圣普列斯特城堡是法国国家文物保护单位，则是当地的地标性建筑物。

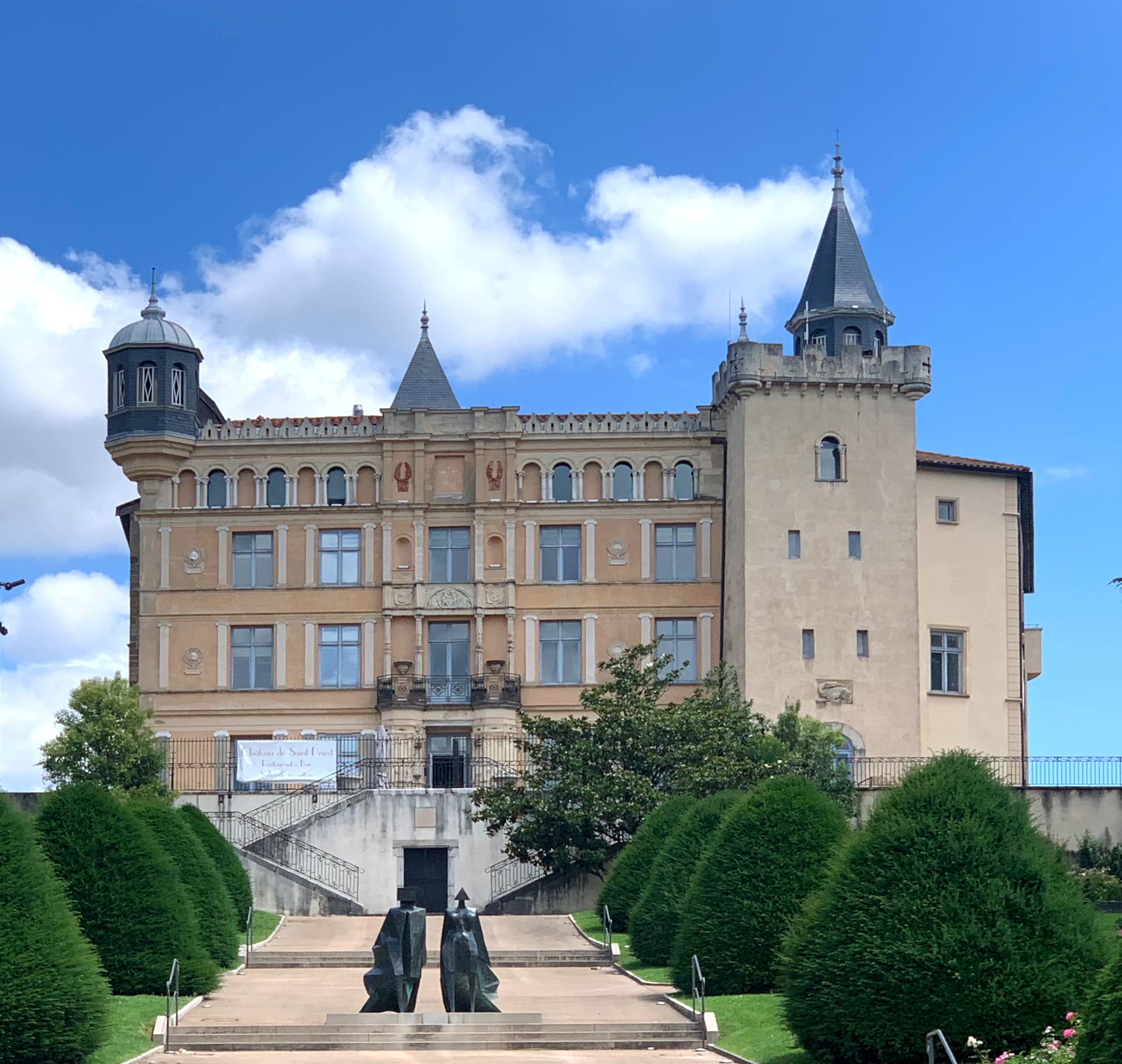
圣普列斯特城堡（法语：Château de Saint-Priest）
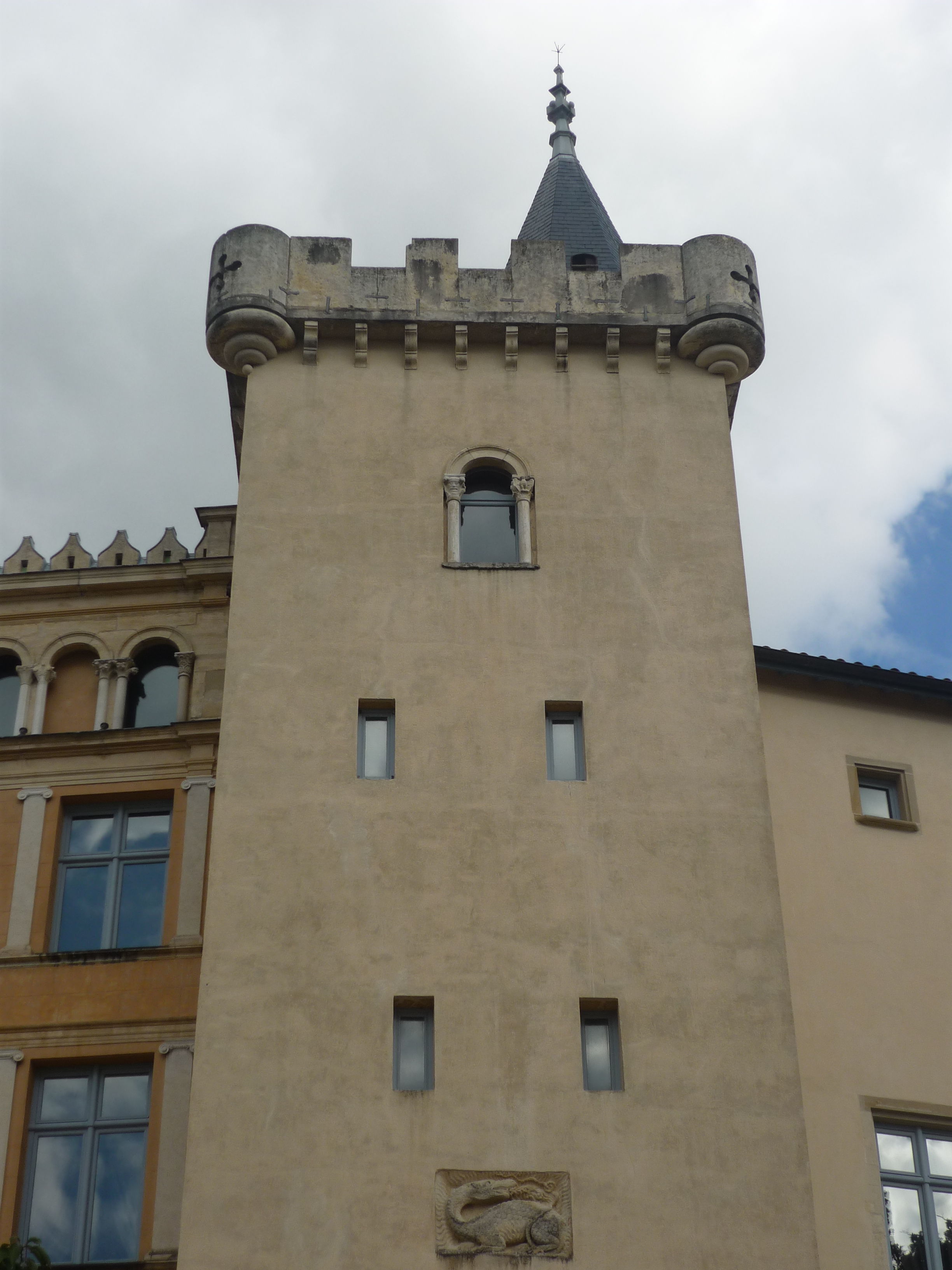
城堡塔楼
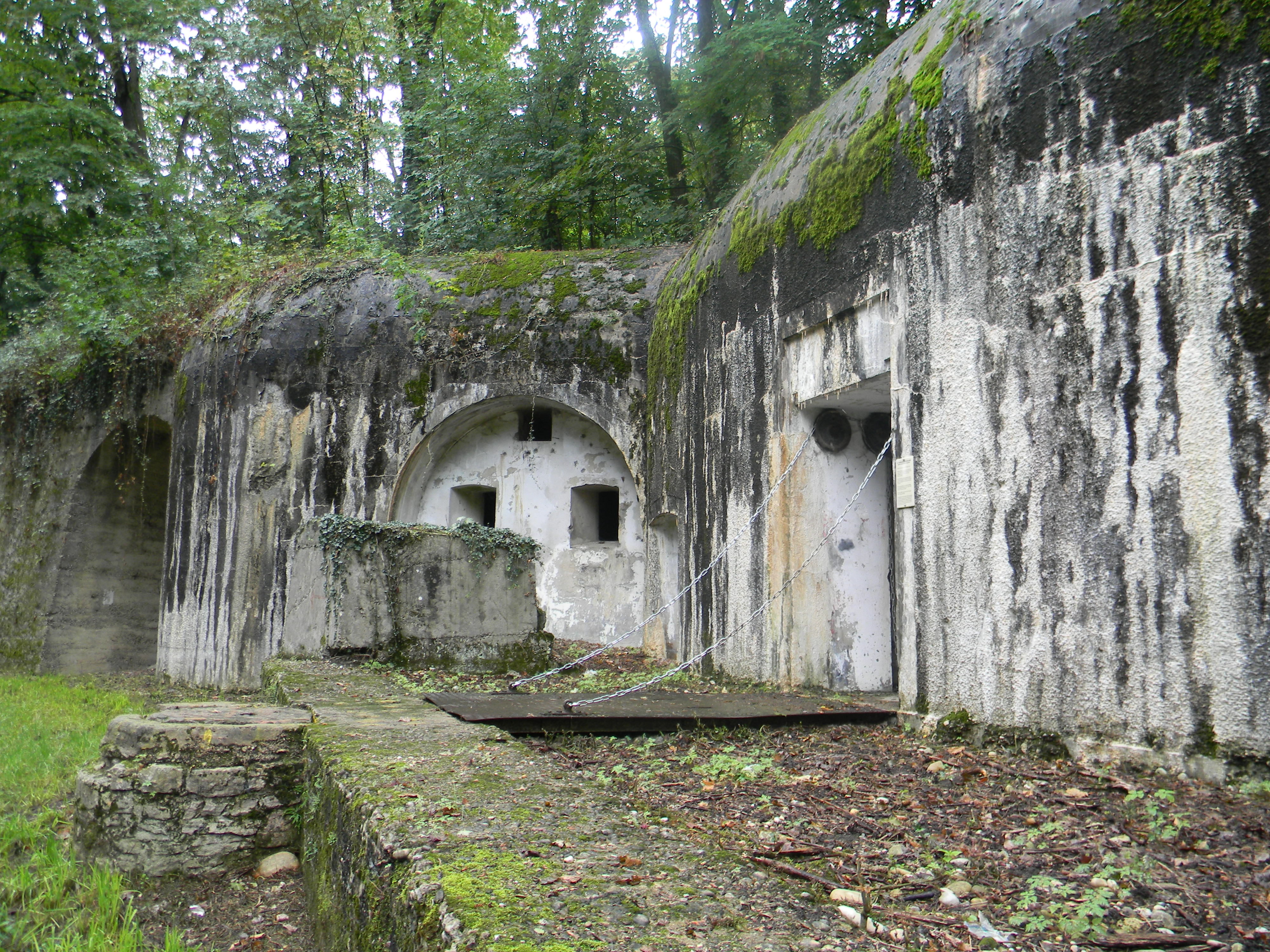
圣普列斯特城塞（法语：Fort de Saint-Priest）遗址
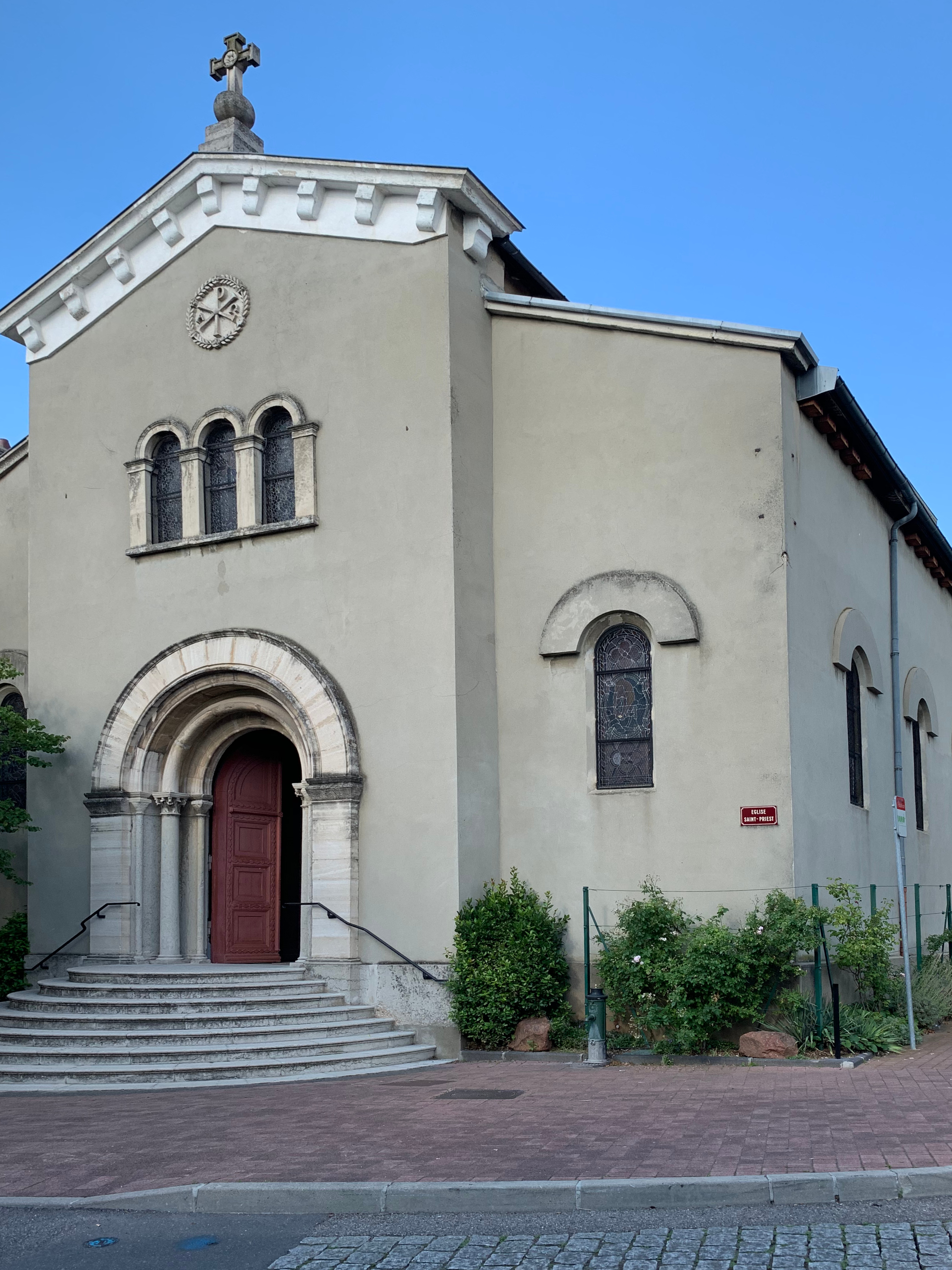
圣普列斯特教堂
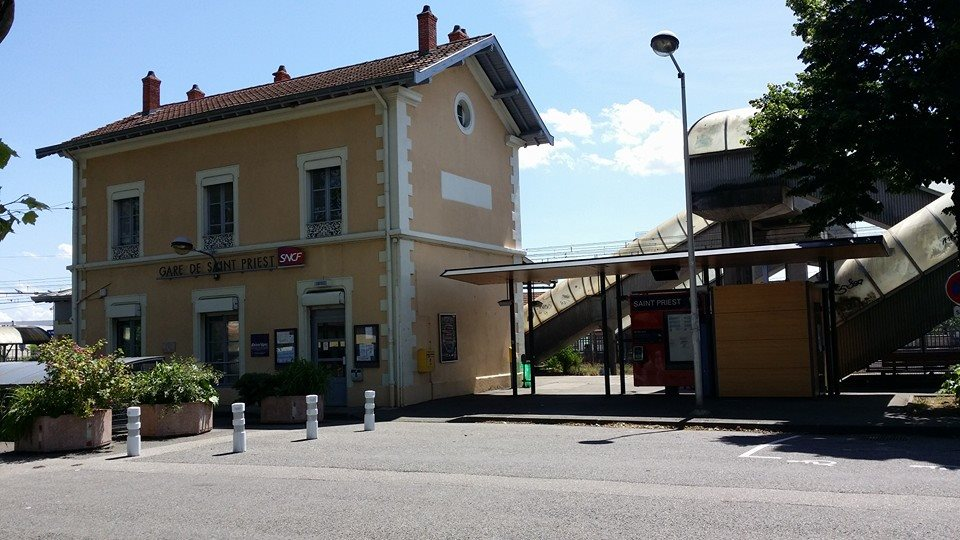
圣普列斯特火车站
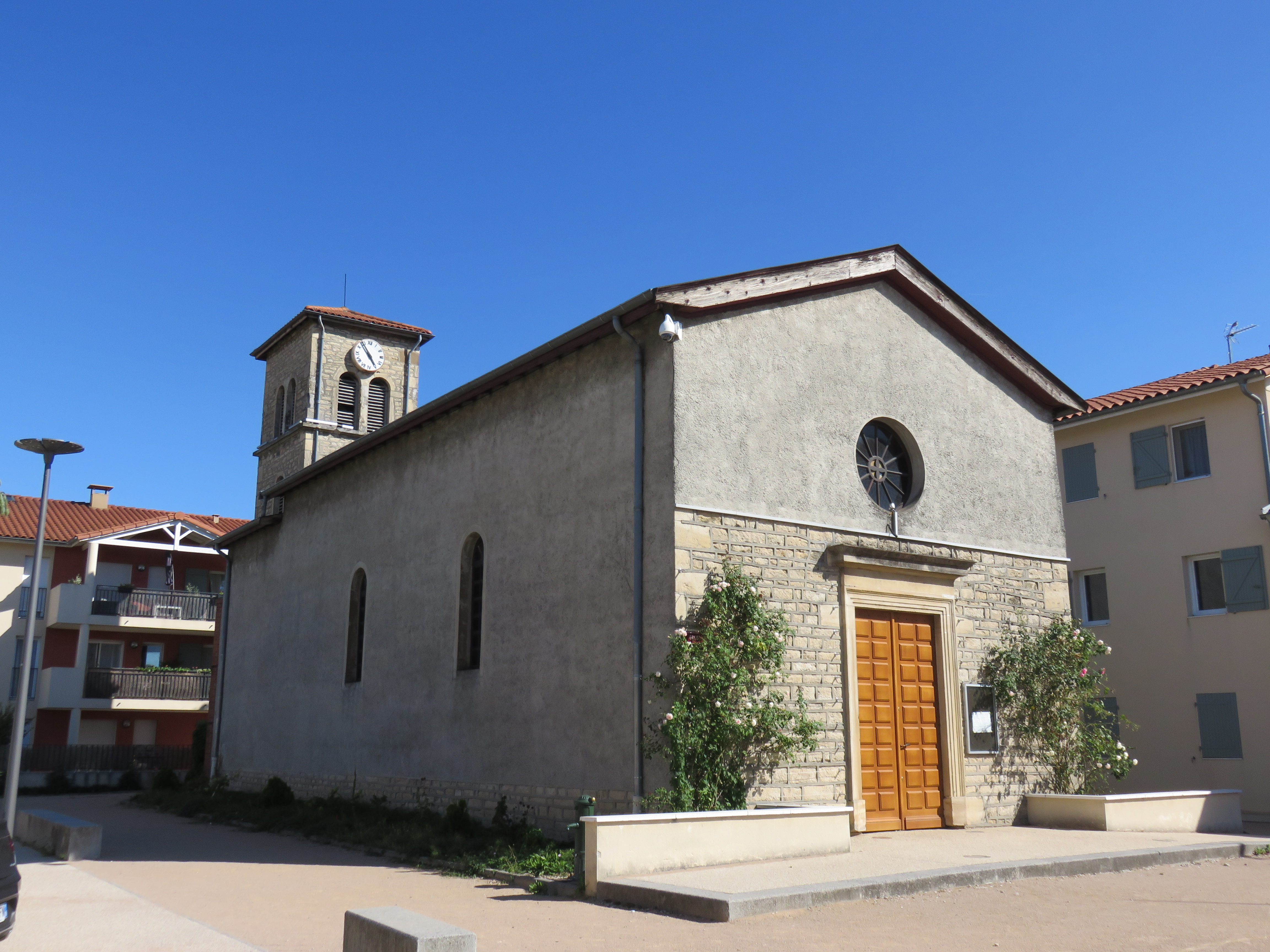
马尼雪教堂
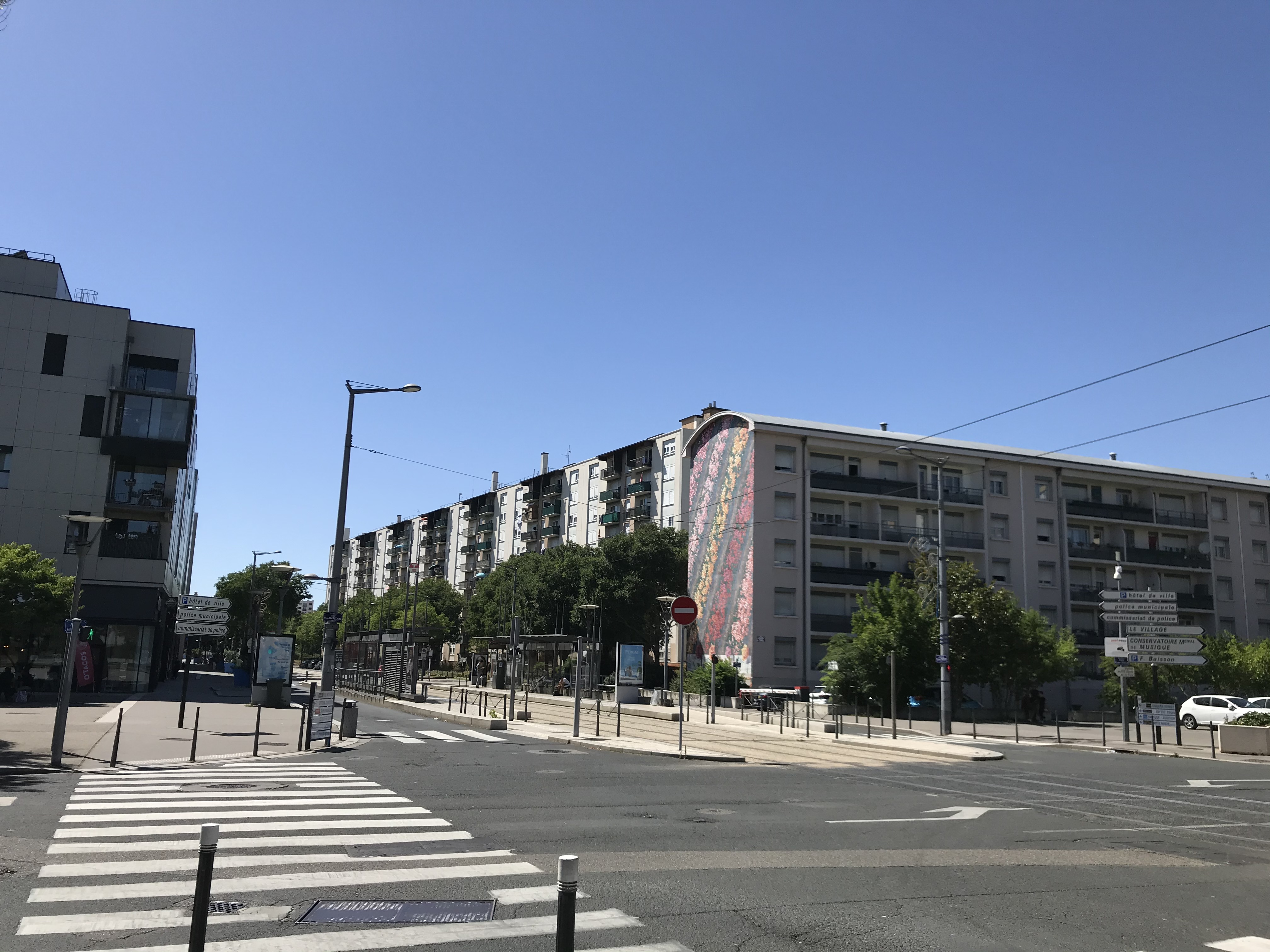
集中式居民建筑

### 旅游
圣普列斯特的旅游事务由其所属的里昂大都会负责。2021年，圣普列斯特境内共有11家酒店共计740间房间。

### 媒体
法国主要的媒体均可在圣普列斯特接收，法国电视三台下属的奥弗涅-罗讷-阿尔卑斯大区频道在部分时段播出圣普列斯特所属区域的地方新闻。《进步报》、《里昂首府》杂志、里昂第一广播、Scoop广播、BFM电视台里昂频道等是当地主要的地方性媒体。

## 相关人物
法国政治家约瑟夫·罗尼亚、冬季两项运动员让-纪尧姆·贝亚特里克斯和足球运动员托马·罗比内出生于圣普列斯特。
法国饶舌歌手卢乔·布考斯基曾在圣普列斯特度过童年。

## 友好城市
截至2022年8月，圣普列斯特共与三座城市互为友好城市关系：
- 德国 美因河畔米尔海姆
- 義大利 阿雷佐
- 布吉納法索 Nouna